# Сборная Греции по регби
Сборная Греции по регби представляет Грецию в международных матчах по регби-15 высшего уровня. Команда управляется Эллинской федерацией регби. В сезоне 2012/14 греческие регбисты выступают в дивизионе 2D Кубка европейских наций. Греция занимает 102-е место в мировом рейтинге IRB.
Греция выступает на международной арене с 2005 года. Впрочем, первые регбийные матчи на территории современного греческого государства были проведены ещё в середине XIX века, когда там находились британские и французские моряки.

## Результаты
По состоянию на 18 июня 2013 года.
| Соперник             | Матчи | Победы | Поражения | Ничьи | Доля побед |
| -------------------- | ----- | ------ | --------- | ----- | ---------- |
| Австрия              | 1     | 0      | 1         | 0     | 0 %        |
| Азербайджан          | 2     | 2      | 0         | 0     | 100 %      |
| Болгария             | 4     | 2      | 2         | 0     | 50 %       |
| Босния и Герцеговина | 1     | 1      | 0         | 0     | 100 %      |
| Израиль              | 2     | 0      | 2         | 0     | 0 %        |
| Республика Кипр      | 3     | 0      | 3         | 0     | 0 %        |
| Люксембург           | 4     | 3      | 1         | 0     | 75 %       |
| Монако               | 1     | 1      | 0         | 0     | 100 %      |
| Словакия             | 1     | 1      | 0         | 0     | 100 %      |
| Финляндия            | 6     | 3      | 3         | 0     | 50 %       |
| Всего                | 25    | 13     | 12        | 0     | 52 %       |

## Состав
Участники Кубка европейских наций 2014 года в дивизионе 2D

| - Зураб Осигмашвили - Алексис Кулукундис - Константинс Крицикис - Антонис Демерцис - Натанаэль Курсель - Иоаннис Ктистакис - Иоаннис Костас - Иоаннис Папакостопулос - Николс Мавреас - Бабтунджи Кулукундис - Григол Хацкис - Константинос Майдингер - Платон Мойсиадис - Гиви Горгишели - Гурам Кизикурашрили - Крис Фиотакис - Александр Гунарис | Запасные - Пламен Петров - Эфитанос Пападопулос - Бенджамин Давидис - Леван Гамджашвили - Иоаннис Василеиадис - Георгиос Баракос - Ясон Дагделенис - Георгиос Папагиавис - Генри Данн |